# U-20-Fußball-Südamerikameisterschaft 2025
Die U-20-Fußball-Südamerikameisterschaft 2025 war die 31. Austragung dieses Turniers und fand vom 23. Januar bis 16. Februar 2025 in Venezuela statt. Ursprünglich war Peru als Gastgeber vorgesehen, nach Unruhen innerhalb des peruanischen Fußballverbandes vergab die CONMEBOL das Turnier jedoch stattdessen nach Venezuela.
Rekordtitelträger Brasilien konnte seinen Titel verteidigen und gewann den Wettbewerb zum insgesamt 13. Mal. Das Turnier diente gleichzeitig als Qualifikation für die U-20-WM 2025.

## Gastgeber

### Vergabe
Im April 2024 vergab der südamerikanische Kontinentalverband CONMEBOL das Turnier nach Peru. Alle Spiele sollten dabei in Arequipa stattfinden. Aufgrund eines Mangels an geeigneten Stadien in Arequipa wurde später noch die Hauptstadt Lima als Austragungsort aufgenommen. Im November 2024 verkündete die CONMEBOL hingegen, dass Peru das Turnier gänzlich entzogen würde und stattdessen Venezuela Austragungsland sein würde. Hintergrund war dabei mutmaßlich die Verhaftung des peruanischen Verbandspräsidenten wegen Vorwürfen der Geldwäsche und Betrugs. Eigentlich hätte Venezuela die U-17-Südamerikameisterschaft ausrichten sollen, diese Rolle übernahm stattdessen Kolumbien.

### Austragungsorte
Nach der Neuvergabe benannte der Venezolanische Fußballverband fünf Stadien in vier Städten als Austragungsorte. Ursprünglich war Maturín vorgesehen gewesen, welches aber schließlich durch Caracas  ersetzt wurde.
| Barquisimeto |

| Valencia |

| Puerto La Cruz |

| Caracas |

| Barquisimeto |

| Valencia |

| Puerto La Cruz |

| Caracas |

## Modus
Alle 10 Mitgliedsverbände des südamerikanischen Kontinentalverbandes CONMEBOL sind für das Turnier automatisch qualifiziert. Die Vorrunde wird in zwei Fünfergruppen ausgetragen. Die drei besten Mannschaften jeder Gruppe qualifizieren sich für die Finalrunde, die ebenfalls im Jeder-gegen-jeden-Format ausgetragen wird. Die Mannschaft mit den meisten Punkten ist U-20-Südamerikameister, die Mannschaften auf den ersten vier Plätzen qualifizieren sich für die U-20-WM 2025 in Chile. Die Ergebnisse aus der Vorrunde bleiben dabei unberücksichtigt. Sollte Chile unter den besten vier Mannschaften sein, qualifiziert sich auch der fünfte der Finalrunde für die WM.

## Vorrunde
Alle 10 Teilnehmer spielen in zwei Fünfergruppen. Jede Mannschaft einer Gruppe spielt dabei einmal gegen jede andere Mannschaft ihrer Gruppe. Ein Sieg bringt drei Punkte, ein Unentschieden einen. Die drei besten Teams aus jeder Gruppe qualifizieren sich für die Finalrunde. Sollten nach Abschluss aller Gruppenspiele zwei oder mehrere Mannschaften punktgleich sein, kommen folgende Reihungskriterien zur Anwendung:
1. Anzahl der im direkten Vergleich erzielten Punkte
2. Tordifferenz aus den Direktbegegnungen
3. Erzielte Tore in den Direktbegegnungen
4. Tordifferenz aus allen Gruppenspielen
5. Anzahl erzielter Tore aus allen Gruppenspielen
6. Geringere Anzahl erhaltener Roter Karten
7. Geringere Anzahl erhaltener Gelber Karten
8. Losentscheid

### Auslosung
Ursprünglich waren die Vorrundengruppen bereits am 29. Oktober 2024 gelost worden, mit Gastgeber Peru und Titelverteidiger Brasilien als jeweiligen Gruppenköpfen. Die anderen Mannschaften wurden nach ihrem Abschneiden bei der letzten U-20-Südamerikameisterschaft in Lostöpfe aufgeteilt worden. Nach der Neuvergabe entschied sich der Verband für eine erneute Auslosung am 6. Dezember 2024 – diesmal mit Venezuela als Gruppenkopf.

### Gruppe A
| Pl.                             | Land      | Sp. | S | U | N | Tore    | Diff. | Punkte |
| ------------------------------- | --------- | --- | - | - | - | ------- | ----- | ------ |
| 1.                              | Uruguay   | 4   | 3 | 0 | 1 | 010:200 | +8    | 09     |
| 2.                              | Paraguay  | 4   | 3 | 0 | 1 | 005:800 | −3    | 09     |
| 3.                              | Chile     | 4   | 2 | 0 | 2 | 007:700 | ±0    | 06     |
| 4.                              | Venezuela | 4   | 2 | 0 | 2 | 006:300 | +3    | 06     |
| 5.                              | Peru      | 4   | 0 | 0 | 4 | 003:110 | −8    | 0      |
| Qualifiziert für die Finalrunde |           |     |   |   |   |         |       |        |

|                       |   |           |           |
| 23.1. in Barquisimeto |   |           |           |
| Peru                  | – | Paraguay  | 1:2 (1:1) |
| Venezuela             | – | Chile     | 1:2 (1:2) |
| 25.1. in Barquisimeto |   |           |           |
| Chile                 | – | Uruguay   | 1:2 (1:1) |
| Peru                  | – | Venezuela | 0:4 (0:1) |
| 27.1. in Barquisimeto |   |           |           |
| Chile                 | – | Peru      | 3:2 (1:1) |
| Uruguay               | – | Paraguay  | 6:0 (3:0) |
| 29.1. in Barquisimeto |   |           |           |
| Uruguay               | – | Peru      | 2:0 (2:0) |
| Paraguay              | – | Venezuela | 1:0 (1:0) |
| 31.1. in Barquisimeto |   |           |           |
| Venezuela             | – | Uruguay   | 1:0 (0:0) |
| 31.1. in Valencia     |   |           |           |
| Paraguay              | – | Chile     | 2:1 (1:0) |

### Gruppe B
| Pl.                             | Land        | Sp. | S | U | N | Tore    | Diff. | Punkte |
| ------------------------------- | ----------- | --- | - | - | - | ------- | ----- | ------ |
| 1.                              | Kolumbien   | 4   | 3 | 1 | 0 | 006:300 | +3    | 10     |
| 2.                              | Argentinien | 4   | 2 | 2 | 0 | 008:100 | +7    | 08     |
| 3.                              | Brasilien   | 4   | 2 | 0 | 2 | 005:100 | −5    | 06     |
| 4.                              | Ecuador     | 4   | 1 | 1 | 2 | 004:500 | −1    | 04     |
| 5.                              | Bolivien    | 4   | 0 | 0 | 4 | 004:800 | −4    | 0      |
| Qualifiziert für die Finalrunde |             |     |   |   |   |         |       |        |

|                      |   |             |           |
| 24.1. in Valencia    |   |             |           |
| Bolivien             | – | Ecuador     | 1:2 (1:0) |
| Brasilien            | – | Argentinien | 0:6 (0:3) |
| 26.1. in Valencia    |   |             |           |
| Bolivien             | – | Brasilien   | 1:2 (0:2) |
| Argentinien          | – | Kolumbien   | 1:1 (1:1) |
| 28.1. in Valencia    |   |             |           |
| Argentinien          | – | Bolivien    | 1:0 (0:0) |
| Kolumbien            | – | Ecuador     | 1:0 (1:0) |
| 30.1. in Valencia    |   |             |           |
| Kolumbien            | – | Bolivien    | 3:2 (2:0) |
| Ecuador              | – | Brasilien   | 2:3 (0:3) |
| 1.2. in Barquisimeto |   |             |           |
| Ecuador              | – | Argentinien | 0:0       |
| 1.2. in Valencia     |   |             |           |
| Brasilien            | – | Kolumbien   | 0:1 (0:0) |

## Finalrunde
Die Finalrunde wurde in einer Sechsergruppe im einfachen Round-Robin-Format ausgetragen, d. h. dass jede Mannschaft einmal gegen jede andere Mannschaft der Finalrunde spielt. Die Ergebnisse aus der Vorrunde wurden gestrichen. Für die Ermittlung der Gesamtplatzierung galten die gleichen Kriterien wie bereits in der Vorrunde. Die Mannschaft mit den meisten Punkten ist U-20-Südamerikameister, die Mannschaften auf den ersten vier Plätzen qualifizieren sich für die U-20-WM 2025 in Chile. Wäre die Mannschaft Chiles auf einem der ersten vier Plätze gelandet, hätte sich auch der fünfte der Finalrunde für das Turnier qualifiziert, da Chile als Gastgeber bereits sicher dabei ist.
| Pl.                                                                                            | Land        | Sp. | S | U | N | Tore    | Diff. | Punkte |
| ---------------------------------------------------------------------------------------------- | ----------- | --- | - | - | - | ------- | ----- | ------ |
| 1.                                                                                             | Brasilien   | 5   | 4 | 1 | 0 | 009:200 | +7    | 13     |
| 2.                                                                                             | Argentinien | 5   | 3 | 1 | 1 | 010:800 | +2    | 10     |
| 3.                                                                                             | Kolumbien   | 5   | 3 | 0 | 2 | 010:400 | +6    | 09     |
| 4.                                                                                             | Paraguay    | 5   | 3 | 0 | 2 | 007:100 | −3    | 09     |
| 5.                                                                                             | Uruguay     | 5   | 0 | 1 | 4 | 005:100 | −5    | 01     |
| 6.                                                                                             | Chile       | 5   | 0 | 1 | 4 | 004:110 | −7    | 01     |
| U-20-Südamerikameister und qualifiziert für die U-20-WM 2025 Qualifiziert für die U-20-WM 2025 |             |     |   |   |   |         |       |        |

|                         |   |             |           |
| 4.2. in Caracas         |   |             |           |
| Uruguay                 | – | Brasilien   | 0:1 (0:0) |
| Kolumbien               | – | Paraguay    | 4:0 (2:0) |
| Chile                   | – | Argentinien | 1:2 (0:2) |
| 7.2. in Caracas         |   |             |           |
| Uruguay                 | – | Argentinien | 3:4 (0:2) |
| Kolumbien               | – | Brasilien   | 0:1 (0:1) |
| Paraguay                | – | Chile       | 2:1 (1:0) |
| 10.2. in Caracas        |   |             |           |
| Chile                   | – | Uruguay     | 1:1 (0:1) |
| Argentinien             | – | Kolumbien   | 1:0 (0:0) |
| Paraguay                | – | Brasilien   | 1:3 (1:2) |
| 13.2. in Caracas        |   |             |           |
| Paraguay                | – | Uruguay     | 1:0 (0:0) |
| Kolumbien               | – | Chile       | 3:1 (1:1) |
| Brasilien               | – | Argentinien | 1:1 (0:1) |
| 16.2. in Puerto La Cruz |   |             |           |
| Uruguay                 | – | Kolumbien   | 1:3 (1:3) |
| Argentinien             | – | Paraguay    | 2:3 (0:1) |
| Brasilien               | – | Chile       | 3:0 (0:0) |

## Schiedsrichter
Am 10. Dezember 2024 gab die CONMEBOL die insgesamt 11 Schiedsrichterteams bekannt. Neben jeweils einem Trio aus den Teilnehmerländern befindet sich als Teil eines Kooperationsabkommens mit der UEFA auch ein italienisches Gespann um Andrea Colombo im Unparteiischenaufgebot.
| Land        | Schiedsrichter      | Schiedsrichterassistenten        |
| ----------- | ------------------- | -------------------------------- |
| Argentinien | Maximiliano Ramírez | Pablo Gonzalez Pablo Acevedo     |
| Bolivien    | Christian Alemán    | Carlos Tapia Ruben Flores        |
| Brasilien   | Paulo Zanovelli     | Nailton Sousa Luanderson de Lima |
| Chile       | José Cabero         | Juan Serrano Alejandro Molina    |
| Kolumbien   | Jhon Hinestroza     | Miguel Roldán David Fuentes      |
| Ecuador     | Alex Cajas          | Edison Vasquez Dennys Guerrero   |
| Paraguay    | Derlis López        | Jose Villagra Luis Onieva        |
| Peru        | Michael Espinoza    | Stephen Atoche Coty Carrera      |
| Uruguay     | Mathias de Armas    | Agustín Berisso Horacio Ferreiro |
| Venezuela   | Yender Herrera      | Antoni Garcia José Martinez      |
| Italien     | Andrea Colombo      | Luigi Rossi Marcello Rossi       |